# Denise Schmandt-Besserat
Denise Schmandt-Besserat (Ay, Marne, França, 10 de agosto de 1933) é uma arqueóloga e professora franco-americana aposentada de arte e arqueologia do Antigo Oriente Próximo. Ela passou grande parte de sua carreira profissional como professora na Universidade do Texas.

## Início da vida e educação
Denise Besserat nasceu em uma família de advogados e produtores de vinho. Sua educação estava nas mãos de tutores. Sua família foi evacuada para o sul da França durante a II Guerra Mundial, após o qual ela foi colocada em um internato Católico em Reims. A escola de freiras a dirigiu para uma futura carreira como intérprete, para o que ela passou períodos na Irlanda e na Alemanha em estudos de idiomas. Ela conheceu seu futuro marido, Jurgen Schmandt (um filósofo e especialista em ciência política), em Bonn, em 1954; eles se casaram em 1956. Eles viviam em Paris, onde três filhos (Alexander, Christophe, Phillip) foram acrescentados à família.
Decidindo retomar os seus estudos, ela entrou para a École du Louvre. Ela se formou em 1965, depois que a família mudou-se para Cambridge, Massachusetts, onde seu marido havia buscado emprego. Ela se candidatou a uma bolsa de estudos na Universidade de Harvard, do Museu Peabody de Arqueologia e Etnologia, para estudar as origens do uso da argila como material de escrita no Oriente Médio. Seus primeiros resultados publicados foi The Earliest Precursor of Writing em 1978, na revista Scientific American.
Ela e sua família se mudou para Austin, Texas, em 1971, onde ela começou a ensinar História da Arte.

## Carreira
Schmandt-Besserat tem trabalhado sobre a origem da escrita e contagem, e a natureza dos sistemas de gestão da informação oral nas sociedades. Suas publicações sobre estes temas incluem:
- Before Writing (2 vols), University of Texas Press 1992;
- How Writing Came About, University of Texas Press 1996;
- The History of Counting, Morrow Jr. 1999 (um livro infantil);
- When Writing Met Art (University of Texas Press, 2007);
- e numerosos artigos em revistas em geral, entre as quais Science, Scientific American, Archaeology, American Journal of Archaeology, e Archaeology Odyssey.

Seu trabalho tem sido amplamente divulgado nos meios de comunicação públicos (Scientific American, Time, Life, New York Times, The Washington Post, Los Angeles Times, Christian Science Monitor) Ela foi destaque em vários programas de televisão, tais como Out of the Past (Discovery Channel), Discover (Disney Channel); The Nature of Things  (CBC), Search for Solutions (PBS), and Tell the Truth (NBC).
Ela se aposentou em 2004, como Professora de Arte e Estudos do Oriente Médio na Universidade do Texas em Austin.
Em seu mais recente livro, When Writing Met Art (2007), Schmandt-Besserat investigou o impacto da alfabetização nas artes visuais. Ela mostrou que, antes de escrever, a arte do Oriente Próximo antigo consistia principalmente de motivos repetitivos. Mas, após a escrita, as práticas da Mesopotâmia, tais como o uso semântico da forma, tamanho, ordem e colocação de sinais nas placas de argila foi aplicada a imagens, resultando em narrativas visuais complexas. Ela também mostra como, reciprocamente, a arte desempenhou um papel crucial na evolução da escrita de um mero sistema de contabilidade para literatura, quando inscrições funerárias e votivas começaram a se destacar nos monumentos artísticos.
O atual interesse de Schmandt-Besserat é o aspecto cognitivo do sistema de símbolos que funcionava como uma extensão do cérebro humano para coletar, manipular, armazenar e recuperar dados. Ela estuda como o processamento de um volume crescente de dados ao longo de milhares de anos fez as pessoas pensarem de maneira mais abstrata. Ela também continua a sua investigação no simbolismo Neolítico no sítio de 'Ain Ghazal, perto de Amã, Jordânia.

## Prêmios e distinções
Schmandt-Besserat recebeu o Prêmio  Walter J. Ong por Realização; o prêmio de ensino Holloway; o Eugene Kayden Press Book Award e o Hamilton Book Award. Ela foi citada como Mulher de Destaque nas Ciências Humanas pela American Association of University Women.
Seu livro, How Writing Came About, foi listado pela American Scientist como um dos 100 livros que moldaram a ciência no século XX.
Ela está listada no Who's Who in America.
No 180º Início do Kenyon College, ela recebeu um diploma honorário.